# Money Is Still a Major Issue
Money Is Still a Major Issue è un album di remix del rapper Pitbull. È stato pubblicato il 15 novembre 2005. Contiene alcune delle sue prime apparizioni, alcuni remix, e inediti.

## Tracce
Disc 1
1. "Everybody Get Up" (Pitbull featuring Pretty Ricky)
2. "Rah Rah" (Remix) (Elephant Man featuring Pitbull & Daddy Yankee)
3. "Shake" (Remix) (Ying Yang Twins featuring Pitbull & Elephant Man)
4. "Culo" (Remix) (Pitbull featuring Lil Jon, Ivy Queen & Sean P of the YoungBloodZ)
5. "Mil Amores" (Master Joe & O.G. Black featuring Pitbull)
6. "Turnin Me On" (Remix) (Nina Sky featuring Shawnna & Pitbull)
7. "She's Hotter" (T.O.K. featuring Pitbull)
8. "Get to Poppin' (Remix) (Rich Boy featuring Pitbull)
9. "Might Be the Police" (Brisco featuring Pitbull)
10. "Who U Rollin' With" (Pitbull featuring Piccalo & Cubo)
11. "Dammit Man" (Remix) (Pitbull featuring Lil' Flip)
12. "Oh No He Didn't" (Pitbull featuring Cubo)
13. "Toma" (DJ Buddha Remix) (Pitbull featuring Lil Jon, Mr. Vegas, Wayne Marshall, Red Rat, T.O.K., & Kardinal Offishall)

Disc 2
1. "Culo" (Video)
2. "Dammit Man" (Video)
3. "Toma" (Video)
4. Live performances and interviews